# Nikon D5000
Nikon D5000 är en digital systemkamera som riktar sig mot hobbyfotografer. Det är modellen över Nikon D3000 (uppföljaren till Nikon D60) och har många likheter med Nikon D90. Den har samma CMOS sensor som D90, samma AF-system som D300 och ljusmätningssystem från D3 och D300. En uppdatering av D90:s bildhanteringsprocessorn Expeed. D5000 kan spela in video i hd-upplösning(1280x720). Dock inte med autofokus under inspelning. 
Slutaren skall klara 100 000 exponeringar.

## Större skillnader mot D3000
- Vinklingsbar bakre LCD-monitor.
- Högre upplösning 12,3 mot 10,2mpix
- HDMI-utgång
- CMOS sensor istället för CCD
- LCD-monitor 2.7" mot 3" (D3000)
- Tyst läge (spegelljudet dämpas)
- Auto bracketing med 3 st exponeringar